# Robustiano Gironi

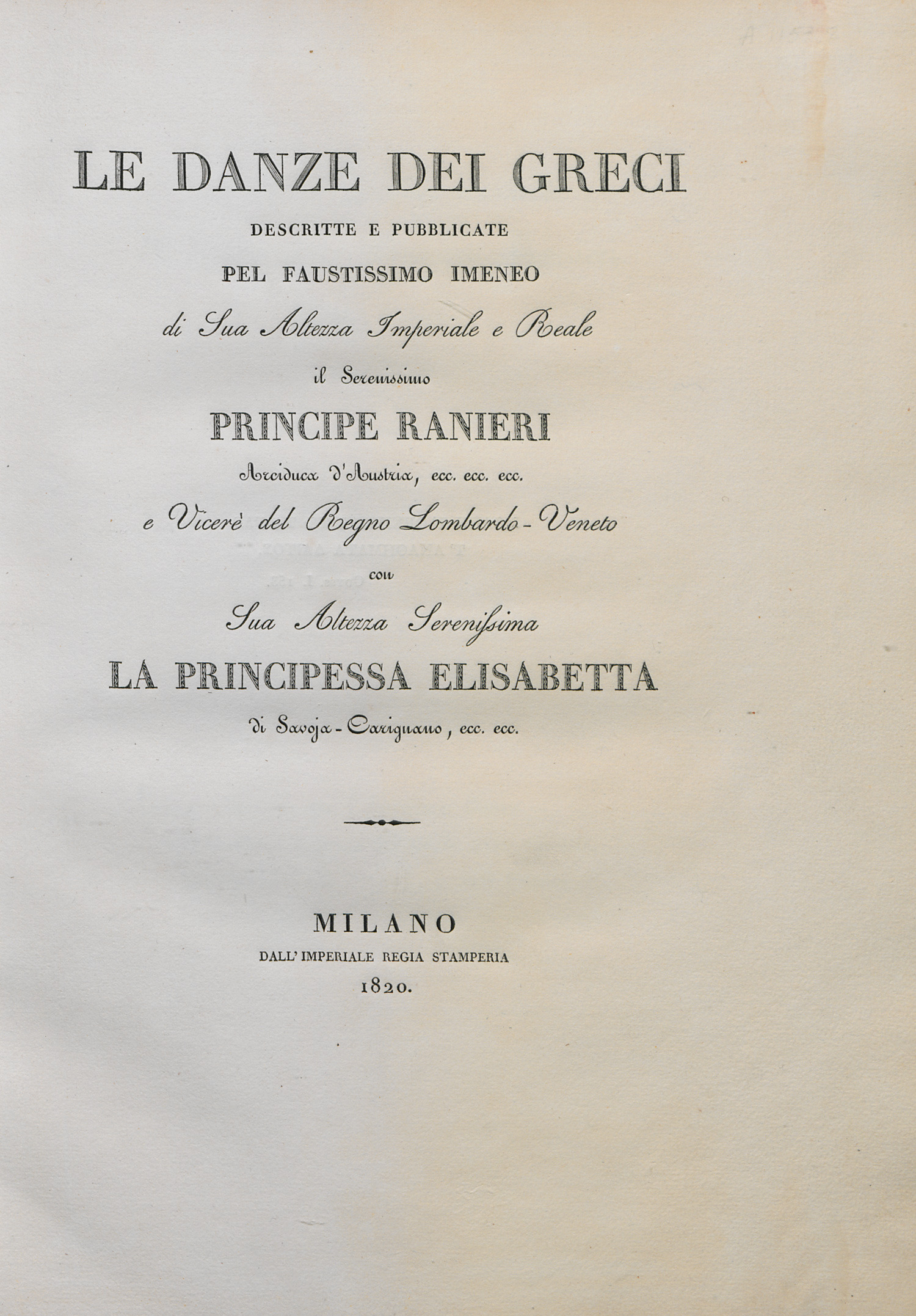
Page de titre de Le danze dei Greci (1820)

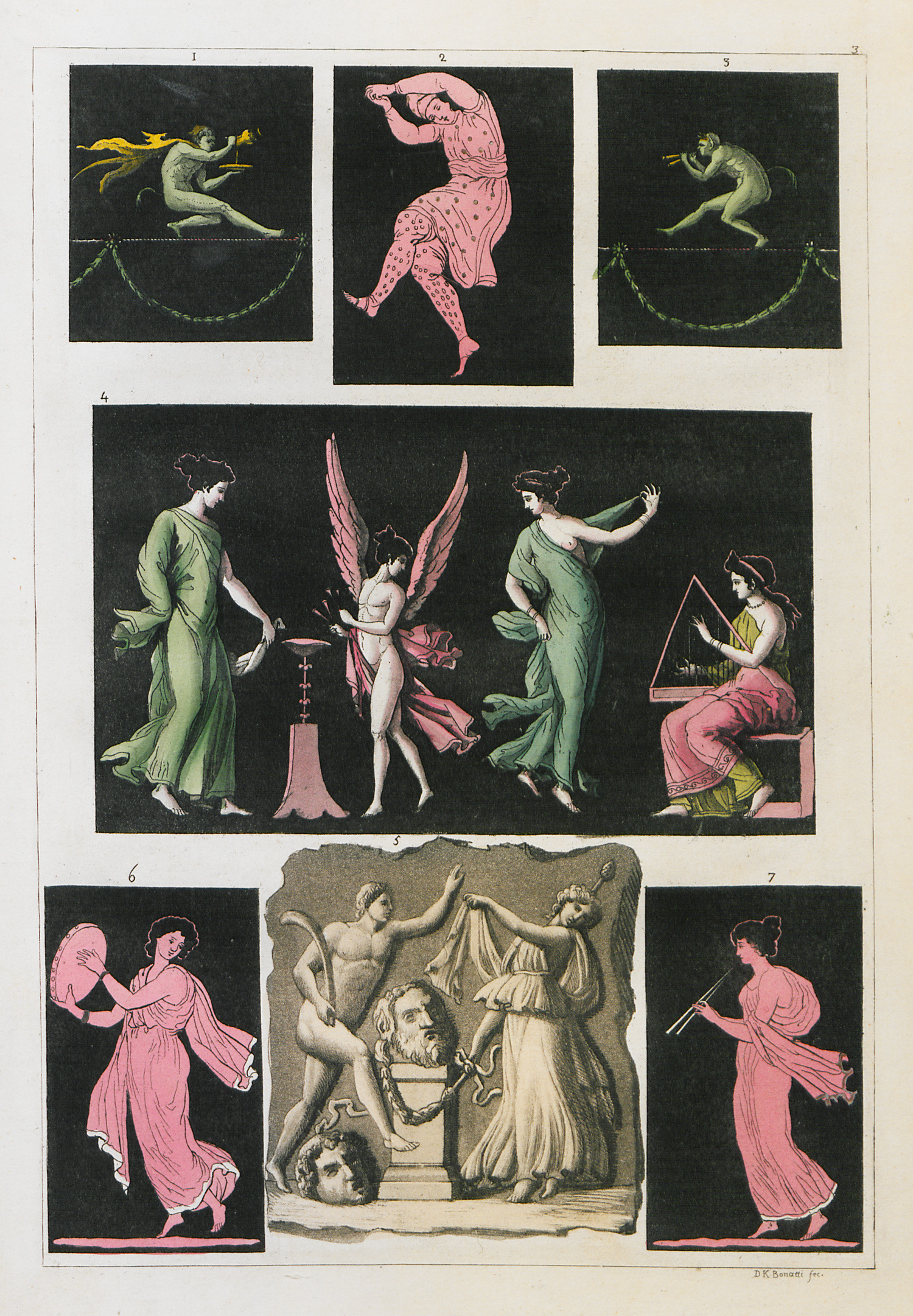
Illustrations de Le danze dei Greci

Robustiano Gironi, né le 24 octobre 1769 à Gorgonzola et mort le 1er avril 1838 à Milan, est un bibliographe italien.

## Biographie
Directeur de la bibliothèque de Brera, il était aussi rédacteur du journal littéraire La Biblioteca Italiana. Il est connu pour quelques ouvrages :
- Pinacoteca del palazzo reale, delle scienze e delle arti di Milano, gravé par Michele Bisi, 1812
- Scelta di novelle de' piv eleganti scrittori Italiani, 3 vol, Milan, 1813
- Il costume antico et moderno di tutti i popoli, avec Giulio Ferrario, 15 vol, 1815-1829
- Saggio intorno all' architecttura dei Greci, 1823
- Saggio sul teatro dei Greci, 1824